# Brennendes Geheimnis

Ausgabe des Insel-Verlags, 1928

Brennendes Geheimnis ist eine Novelle von Stefan Zweig. Publiziert wurde das Werk erstmals im Jahre 1911 in dem Band Erstes Erlebnis – Vier Geschichten aus Kinderland aus dem Insel-Verlag.

## Handlung
Ein junger Baron nimmt sich einen Urlaub auf dem Semmering und ist enttäuscht und gelangweilt von der Gesellschaft, die er dort vorfindet.
Später jedoch bemerkt er eine etwas angejahrte, aber immer noch attraktiv erscheinende  jüdische Frau mit ihrem zwölfjährigen Sohn Edgar. Der Baron freundet sich mit dem Jungen an und verspricht ihm unter anderem einen Hund, doch ihm geht es in erster Linie nur um Mathilde, dessen Mutter.
Es kommt zu einer Liebelei zwischen dem Baron und der verheirateten Dame. Sowohl der Baron als auch die Mutter ziehen sich immer mehr von Edgar zurück. Der Junge versteht die Gründe nicht, warum das Paar allein gelassen werden will. Hass und Eifersucht stauen sich in ihm auf.
Edgar versucht das Geheimnis der beiden Erwachsenen zu ergründen. Als ihn seine Mutter abzuschieben versucht und ihm Stubenarrest gibt, klettert er aus dem Fenster und verfolgt das Paar durch die Nacht. Es kommt zu einer handgreiflichen Auseinandersetzung zwischen dem Baron und Edgar, der nicht versteht, was der Mann mit seiner Mutter vorhat. Seine ganze Wut entlädt sich gegen den Mann.
Am nächsten Morgen glaubt Edgar, alles wäre nur ein Traum gewesen. Aber seine blauen Flecken erinnern ihn wieder an die Realität. Der Baron ist inzwischen abgereist. Die Mutter fordert von Edgar, eine Entschuldigung an den Baron zu schreiben. Edgar weigert sich. Voller Scham fährt er allein mit dem Zug nach Baden bei Wien zu seinen Großeltern. Doch seine Mutter hat schon von seiner Flucht erfahren und trifft ihn bei den Großeltern. Die beiden versöhnen sich, denn sie haben jetzt ein gemeinsames Geheimnis.
Zweig beschreibt in seiner Erzählung die Entwicklung des Jungen und dessen Verhältnis zu seiner Mutter sowie dem Baron, seinem anfangs väterlichen Freund. Besonders die Doppelmoral der damaligen Zeit, die gesellschaftlichen Standesunterschiede und das Gefühl, ausgenutzt zu werden, machen es dem Jungen schwer, sich zu orientieren. Schließlich muss er sich aber seinen Gefühlen stellen und ihm wird klar, was es bedeutet, der Welt der Erwachsenen anzugehören und deren Geheimnisse zu teilen.

## Rezeption
Die Novelle fand sehr schnell ihr Leserpublikum. Die zeitgenössische Kritik lobte die Novelle. Auch Dichterkollegen wie Hermann Hesse zollten ihr Anerkennung.
Zweigs Blick auf die psychologischen Veränderungen und die feinfühligen Schilderungen von Edgars Schritten in die Welt der Erwachsenen zwischen Traum und Realität waren damals neu. Sie trafen den Zeitgeist im Wien Sigmund Freuds und Arthur Schnitzlers. Die Situation des Jungen im Generationenkonflikt mit den Spielregeln der Erwachsenen, die bis zur körperlichen Auseinandersetzung geht, kann als Metapher für den Übergang der etablierten Gesellschaftsordnung des Fin de siècle in ein neues Jahrhundert am Vorabend des Ersten Weltkriegs gedeutet werden.

## Ausgaben

### Vorbemerkungen
Nach der ersten Auflage der Novellensammlung 1911 konnte 1930 das 46. Tausend im Insel Verlag erreicht werden; spätere Auflagen waren aufgrund der politischen Entwicklung im Dritten Reich nicht mehr möglich.
Die Novelle wurde vom Insel-Verleger Anton Kippenberg zusätzlich bereits 1914 in die Insel-Bücherei als Einzelwerk übernommen und gleich in einer Startauflage von 10.000 Exemplaren gedruckt. Hier erreichte sie bis 1932 eine Gesamtauflage von 170.000 Exemplaren. Zweigs Werke wurden dann 1933 auf die Listen für die Bücherverbrennungen der Nazis gesetzt. Dies bedeutete aber noch nicht das völlige Aus für die Werke Zweigs auf dem deutschen Büchermarkt. Kippenberg konnte auch aufgrund der internationalen Popularität Zweigs zunächst eine Schonfrist bei den zuständigen Stellen erreichen, die letztlich am 1. März 1936 mit dem Inkrafttreten der Liste 1 des schädlichen und unerwünschten Schrifttums ihr Ende finden sollte. So wurden einige erfolgreiche Werke auch noch nachgedruckt und in den Verlagsverzeichnissen bis zum Sommer 1935 aufgeführt. Beides traf aber nicht auf die Novelle Brennendes Geheimnis zu wegen der Probleme im Zusammenhang mit dem nach der Novelle gedrehten gleichnamigen Film von 1933 (siehe unten). Allerdings scheint der weitere Verkauf auch des zuletzt in 10.000 Exemplaren gedruckten Titels bis Anfang 1936 noch möglich gewesen sein, da für diese Auflage auf dem Antiquariatmarkt ein vergleichsweise gutes Angebot herrscht.

Ab 1936 konnte die Novelle, wie die anderen Insel-Titel Zweigs auch, nicht mehr in Deutschland verlegt werden. So wich der Autor mit seinen Werken zunächst nach Wien aus, wo die Novelle nun als Teil der bei Herbert Reichner erschienenen Novellensammlung Die Kette erschien. Nach dem so genannten Anschluss Österreichs im Jahre 1938 war auch dies nicht mehr möglich, und es gab nur noch in ausländischen Exilverlagen verlegte Ausgaben.

### Ausgaben im Insel Verlag
- Erstveröffentlichung in: Erstes Erlebnis. Vier Geschichten aus Kinderland. Insel-Verlag, Leipzig 1911
  - mit den Novellen: Geschichte in der Dämmerung, Die Gouvernante, Brennendes Geheimnis und Sommernovelette
- Einzelausgaben
  - Brennendes Geheimnis. Erzählung. Insel-Verlag, Leipzig 1914 (Insel-Bücherei 122/1)
  - Brennendes Geheimnis. Eine Erzählung. Farrar & Rinehart, New York 1938
  - Brennendes Geheimnis. Erzählung. S. Fischer, Frankfurt am Main 1988

## Verfilmungen
Die erste Verfilmung entstand 1923 als Stummfilm Das brennende Geheimnis (Mutter, dein Kind ruft!) unter der Regie von Rochus Gliese. Die Hauptrollen spielten Ernst Deutsch, Jenny Hasselqvist und Peter Berneis.
Unter dem Titel Brennendes Geheimnis wurde die Novelle in Deutschland im Jahre 1933 unter der Regie von Robert Siodmak mit Willi Forst und Hilde Wagener verfilmt; die Rolle des Jungen Edgar spielte Hans Joachim Schaufuß. Von dem im selben Jahr eingerichteten Reichsministerium für Volksaufklärung und Propaganda wurde der Film jedoch gleich wieder verboten; es wurden Anspielungen auf den Reichstagsbrand vom 27. Februar 1933 vermutet. Für Siodmak war es für lange Zeit sein letzter in Deutschland gedrehter Film. Die Schlussszene mit der Mutter, die einen Vorhang zuzieht, war nicht nur symbolisch für das Geheimnis, das verborgen werden sollte, sondern auch für Siodmarks Filmarbeit in Deutschland.
Bereits 1956, ein Jahr nachdem sein erster abendfüllender Spielfilm in die Kinos gekommen war, hatte Stanley Kubrick bei MGM ein Drehbuch für die Verfilmung des Romans vorgelegt; das Vorhaben wurde jedoch nie realisiert. Das Thema der Verwirrungen der Gefühle zwischen Traum und Realität, Gewalt und Erotik beschäftigte Kubrick bis zu seinem letzten Film Eyes Wide Shut nach Arthur Schnitzlers Traumnovelle.
1977 wurde Brennendes Geheimnis mit Christiane Hörbiger und Thomas Ohrner verfilmt.
Andrew Birkin, der lange Zeit als Assistent für Stanley Kubrick gearbeitet hatte, griff den Stoff wieder auf: 1988 wurde die Novelle unter dem englischen Titel Burning Secret unter der Regie von Andrew Birkin mit Klaus Maria Brandauer in der Rolle des Barons und Faye Dunaway als Mutter noch einmal verfilmt.

## Hörspiel
1971 erstellten Erich Landgrebe und Claus B. Maier für den SFB eine knapp 45-minütige Hörspielfassung, ebenfalls unter dem Titel Brennendes Geheimnis. Die Regie führte Ferry Bauer. Es sprachen: Romuald Pekny (Erzähler), Marion Degler (Mathilde), Walther Reyer (Baron), Silvio Goetzloff (Edgar), Ernst Ernsthoff (Edgars Vater) und Herbert Stefan (Kassierer). Die Erstsendung fand am 11. Dezember 1971 statt.